# Karambargletscher
Der Karambargletscher befindet sich im westlichen Karakorum im pakistanischen Sonderterritorium Gilgit-Baltistan.

## Lage
Der Karambargletscher hat eine Länge von 20 km. Das Nährgebiet befindet sich am Westhang des 7168 m hohen Kampire Dior. Er strömt in westlicher Richtung durch den westlichen Teil der Gebirgsgruppe Batura Muztagh. Von Norden und wenig später von Süden treffen die Tributärgletscher „Nördlicher Karambargletscher“ und „Südlicher Karambargletscher“ auf den Hauptgletscher. Der Karambargletscher mündet in den nach Süden strömenden Karambar, einen linken Nebenfluss des Gilgit.